# Mimosa monancistra
Mimosa monancistra är en ärtväxtart som beskrevs av George Bentham. Mimosa monancistra ingår i släktet mimosor, och familjen ärtväxter. Inga underarter finns listade i Catalogue of Life.